# Комал (окръг, Тексас)
Окръг Комал (на английски: Comal County) е окръг в щата Тексас, Съединени американски щати. Площта му е 1489 km², а населението - 109 635 души (2008). Административен център е град Ню Бронфелз.